# Corleone
Corleone (sicilià Cunigghiuni) és un municipi italià, dins de la ciutat metropolitana de Palerm. L'any 2007 tenia 11.387 habitants. Limita amb els municipis de Bisacquino, Campofelice di Fitalia, Campofiorito, Chiusa Sclafani, Contessa Entellina, Godrano, Mezzojuso, Monreale, Palazzo Adriano, Prizzi i Roccamena.

## Administració
| Període | Identitat     | Partit      |
| ------- | ------------- | ----------- |
| 2006-   | Nino Iannazzo | Centredreta |

## Corleone i la màfia
Corleone és coneguda mundialment per la trista influència d'alguns dels seus ciutadans en el desenvolupament de la Cosa Nostra. Entre els mafiosos corleonesos destaquen Bernardo Provenzano i Salvatore Riina, així com Michele Navarra, Luciano Liggio, els germans Calogero i Leoluca Bagarella. Vinculat a la màfia també va estar l'alcalde de Palerm Vito Ciancimino, nascut a Corleone.
De menys anomenada són, però, les nombroses víctimes de la ferocitat de la màfia com Bernardino Verro, l'alcalde i fundador de Fasci Siciliani, o el sindicalista Placido Rizzotto.

## Ficció
El topònim Corleone va ser aprofitat per l'escriptor Mario Puzo per donar-li malnom al mafiós Vito Andolini emigrat als Estats Units de la seva novel·la El Padrí.

## Galeria d'imatges

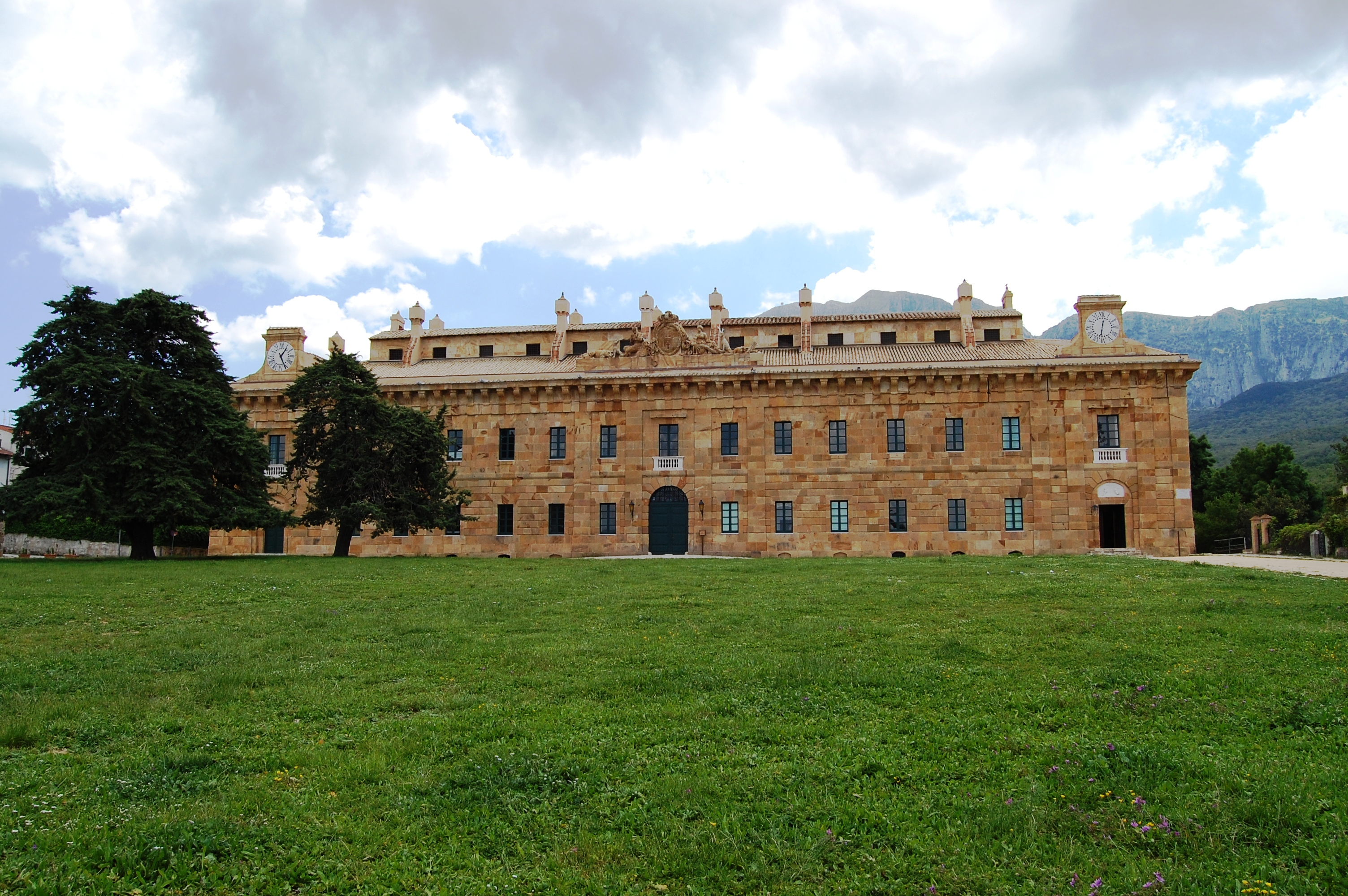
Palauet Ficuzza
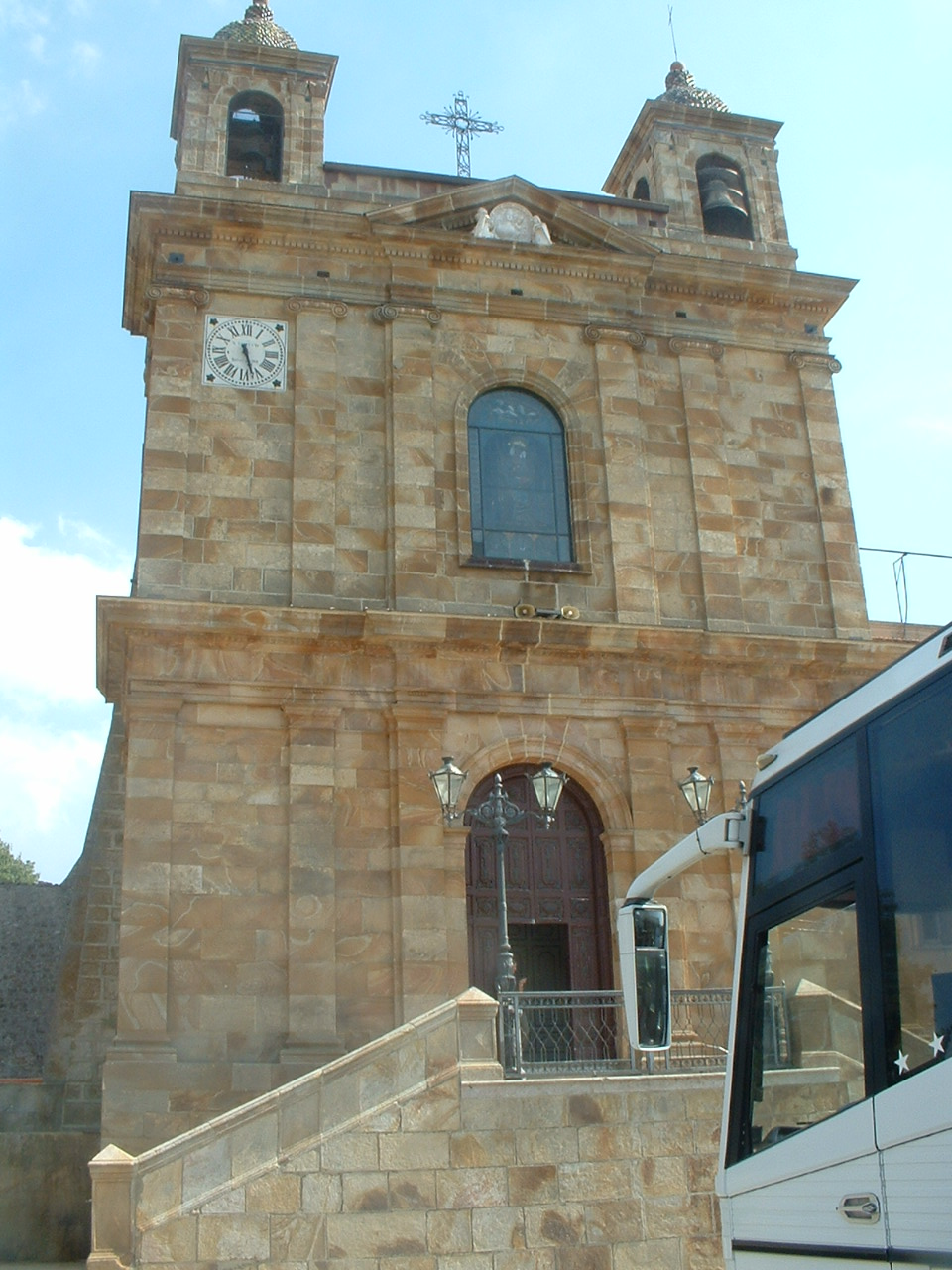
Santuari de la Madonna di Tagliavia